# Чемпионат Арубы по футболу
Чемпионат Арубы по футболу (нидерл. Aruban Division di Honor) — высший футбольный дивизион на острове Аруба, который входит в состав Королевства Нидерландов. Контролируется Федерацией футбола Арубы, являющейся членом ФИФА и КОНКАКАФ..
Впервые чемпионат Арубы был проведён в сезоне 1930/31. Его участниками было шесть клубов: «Лаго», «Голландия», «Витесс», «Пан Ам», «Игл» и команда Королевского корпуса морской пехоты Нидерландов. Усилиями капитана Р. Роджера были изготовлены 24 медали для чемпионов, которыми стали представители клуба «Лаго».
С 1960 по 1985 год чемпион и вице-чемпион острова Аруба получал право сыграть в чемпионате Нидерландских Антильских островов. Арубским командам удавалось победить в турнире лишь дважды: в 1965 году — «Расингу» и в 1970 году — «Эстрелле».
После отделения острова Арубы от Нидерландских Антильских островов в 1986 году Федерация футбола Арубы стала членом ФИФА и КОНКАКАФ.
В 1990 году пять клубов Арубы провели отдельный чемпионат, победителем которого стал «Расинг», в то время как «Эстрелла» стала победителем традиционного турнира
Сезон 2019/20 не был завершён из-за пандемии COVID-19. Следующий сезон 2020/21 прошёл как неофициальный. Участниками сезона 2024/25 являются 10 клубов.
Наибольшее число побед за всю историю чемпионата завоевал «Расинг», имеющий в активе 33 титула. Его ближайшим преследователем является «Дакота», завоевавшая 17 побед. Действующим победителем турнира является клуб «Британия». Чемпион Арубы получает право сыграть в CFU Club Shield

## Победители
- 1930/31 — Лаго
- 1934/35 — Голландия
- 1938 — Расинг
- 1939 — Расинг
- 1940 — Расинг
- 1941 — Расинг
- 1942 — Расинг
- 1943 — Голландия
- 1945 — Расинг
- 1946 — Расинг
- 1947 — Расинг
- 1948 — Расинг
- 1949 — Аруба Джуниорс
- 1950 — Расинг
- 1951 — Расинг
- 1952/53 — Расинг
- 1953/54 — Аруба Джуниорс
- 1954 — Расинг
- 1955/56 — Аруба Джуниорс
- 1956 — Расинг
- 1957 — Расинг
- 1958 — Аруба Джуниорс
- 1959 — Расинг
- 1960 — Расинг
- 1961 — Дакота
- 1962/63 — Дакота
- 1963/64 — Дакота
- 1964/65 — Расинг
- 1965/66 — Дакота
- 1966/67 — Дакота
- 1967/68 — Расинг
- 1968/69 — Эстрелла
- 1969/70 — Дакота
- 1970/71 — Дакота
- 1971/72 — Дакота
- 1973 — Эстрелла
- 1974 — Дакота
- 1975 — Бубали
- 1976 — Дакота
- 1977 — Эстрелла
- 1978 — Расинг
- 1979 — Расинг
- 1980 — Дакота
- 1981 — Дакота
- 1982 — Дакота
- 1983 — Дакота
- 1984 — Сан-Луис
- 1985 — Эстрелла
- 1986 — Расинг
- 1987 — Расинг
- 1988 — Эстрелла
- 1989 — Эстрелла
- 1990 — Эстрелла
- 1991 — Расинг
- 1992 — Эстрелла
- 1993 — Ривер Плейт
- 1994 — Расинг
- 1995 — Дакота
- 1996 — Эстрелла
- 1997 — Ривер Плейт
- 1998 — Эстрелла
- 1999 — Эстрелла
- 2000 — Депортиво
- 2001 — Депортиво
- 2002 — Расинг
- 2003/04 — Депортиво
- 2004/05 — Британия
- 2005/06 — Эстрелла
- 2006/07 — Депортиво
- 2007/08 — Расинг
- 2008/09 — Британия
- 2009/10 — Британия
- 2010/11 — Расинг
- 2011/12 — Расинг
- 2012/13 — Ла-Фама
- 2013/14 — Британия
- 2014/15 — Расинг
- 2015/16 — Расинг
- 2016/17 — Депортиво
- 2017/18 — Дакота
- 2018/19 — Расинг
- 2021/22 — Дакота
- 2022/23 — Расинг
- 2023/24 — Британия

## Победители по клубам
| Клуб           | Побед | Последний |
| -------------- | ----- | --------- |
| Расинг         | 33    | 2022/23   |
| Дакота         | 17    | 2021/22   |
| Эстрелла       | 12    | 2005/06   |
| Британия       | 5     | 2023/24   |
| Депортиво      | 5     | 2016/17   |
| Аруба Джуниорс | 4     | 1958      |
| Голландия      | 2     | 1943      |
| Ривер Плейт    | 2     | 1997      |
| Бубали         | 1     | 1975      |
| Ла-Фама        | 1     | 2012/13   |
| Лаго           | 1     | 1930/31   |
| Сан-Луис       | 1     | 1984      |